# اتحادیه امیرپور
اتحادیه امیرپور (به لاتین: Amirpur Union) یک منطقهٔ مسکونی در بنگلادش است که در Batiaghata Upazila واقع شده‌است.